# Noorderhaven (Groningen)
De Noorderhaven is een deel van de Diepenring en een straat in de Nederlandse stad Groningen, verdeeld in een noord- en zuidzijde. Het is gelegen waar de Aa overgaat in het Reitdiep. Ook het gedeelte van de gracht die aansluit op het Lopende diep wordt tot de Noorderhaven gerekend. De haven wordt afgesloten door de Visserbrug, de Kijk in 't Jatbrug en de Plantsoenbrug.
De Noorderhaven is de laatste vrijhaven van Nederland, wat inhoudt dat schepen er vrij kunnen afmeren zolang er plek is. Voor langdurige woonbootbewoners betekent dit echter dat na bijvoorbeeld onderhoud van hun woonboot op de werf het risico inhoudt dat ze daarna hun plek kwijt zijn. Vanwege aanhoudende verpaupering besloot de gemeente Groningen in 2010 dat de haven in de toekomst alleen nog zal worden opengesteld voor goed onderhouden historische schepen.
Vóór de afsluiting van het Reitdiep was de Noorderhaven de eerste haven van de stad als men van zee kwam. Het was daarmee in de 16e en 17e eeuw ook de belangrijkste haven, met name vanwege de handel op de West. De stadstimmerwerf bevond zich dan ook hier aan de noordzijde van de haven. Aan de zuidzijde bevindt zich het havenkantoor, met stadswapen in het timpaan. Dit gedeelte heet in de volksmond ook wel de Hoek van Ameland en ligt historisch net buiten de Groninger stadsmuur.
Ook de voormalige brouwerij De Sleutel (nu een café) bevindt zich aan de Noorderhaven. De brouwerij, die zijn water betrok uit de haven, was beroemd vanwege zijn kluinbier, waarvan men onder andere heet bier maakte.
In de Noorderhaven liggen doorgaans vooral varende woonschepen, 's winters liggen er ook wel schepen van de bruine vloot. De vele masten zorgen voor een schilderachtig gezicht.

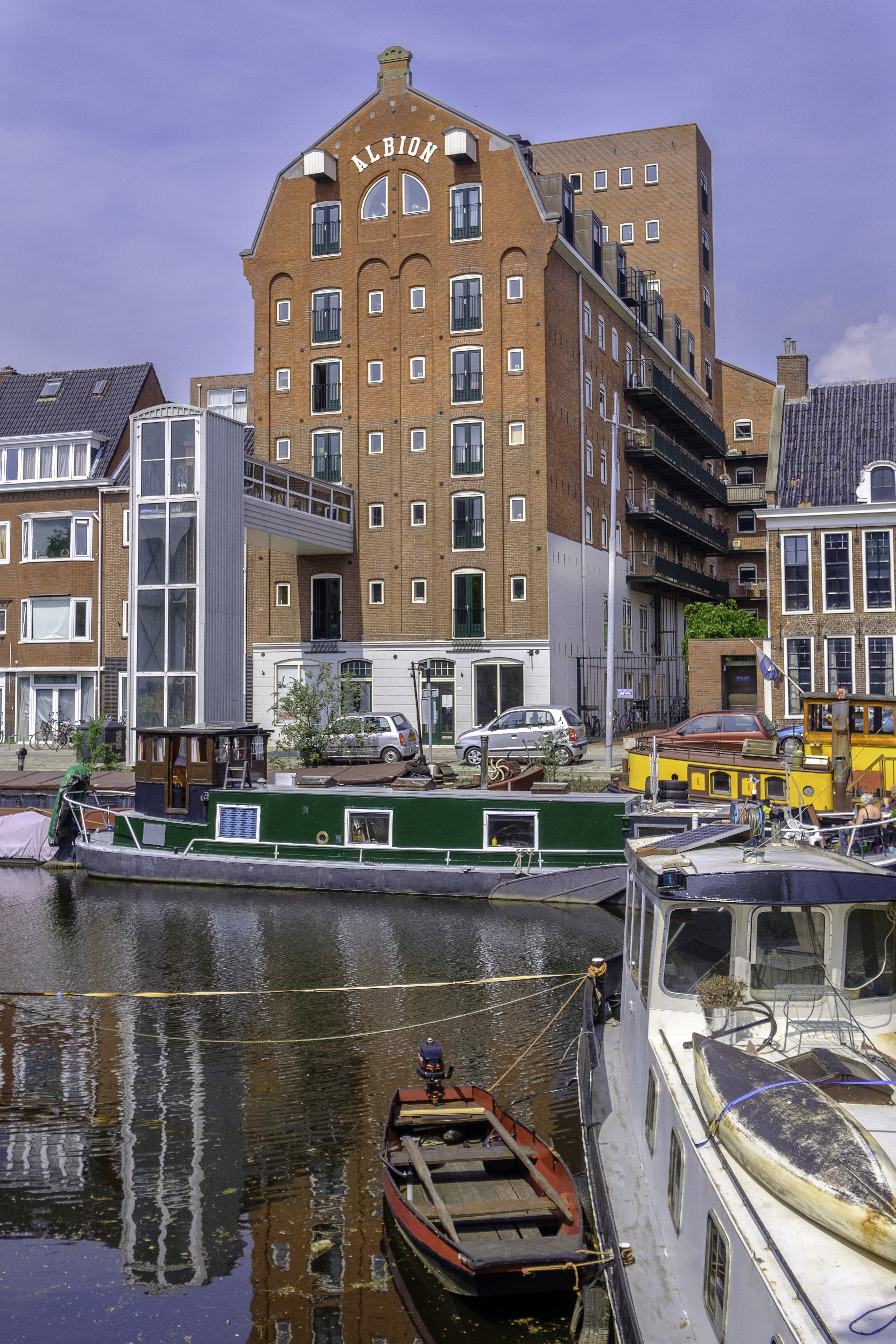
Pakhuis Albion aan de Noorderhaven
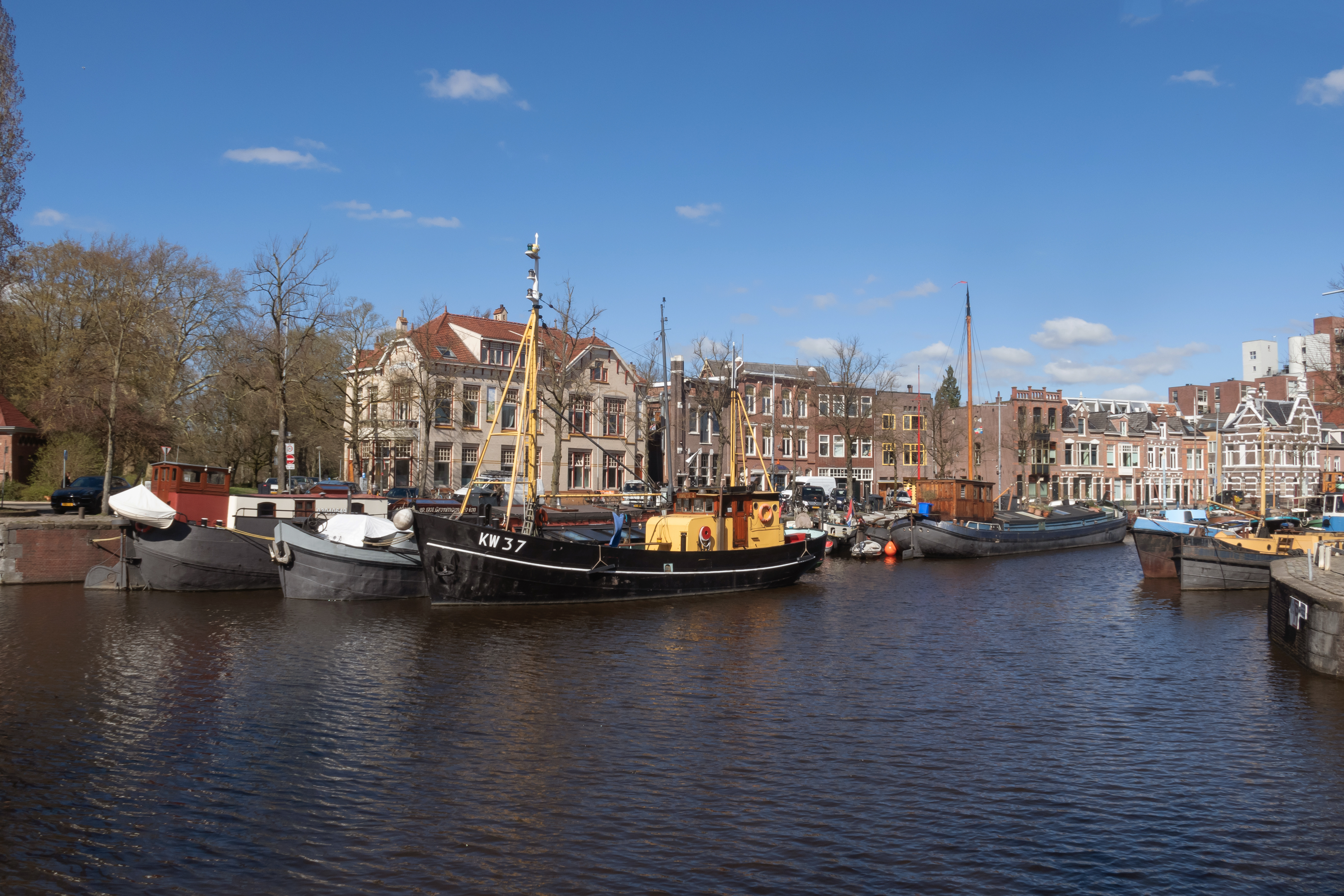
Noorderhaven
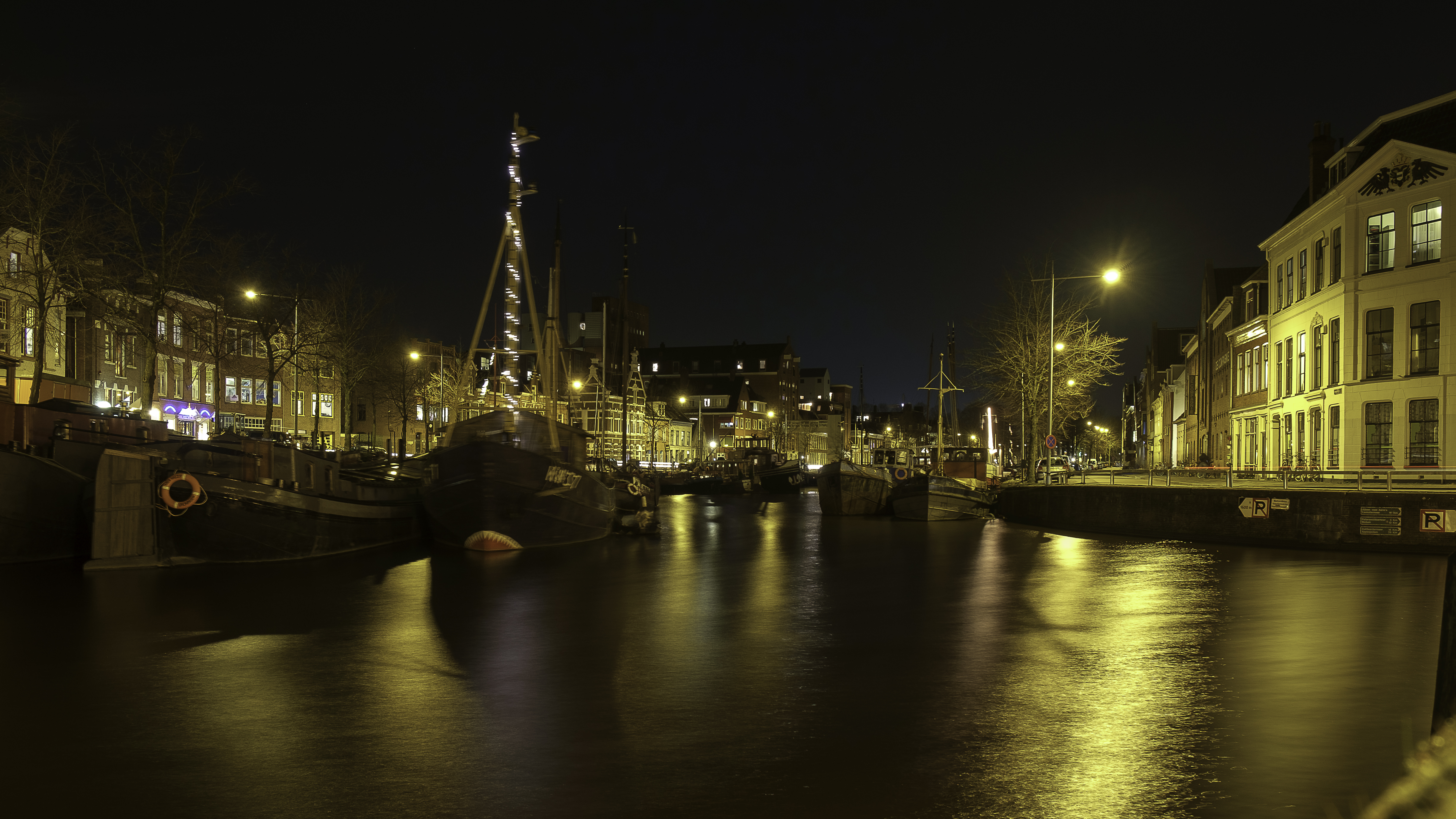
Noorderhaven bij avond
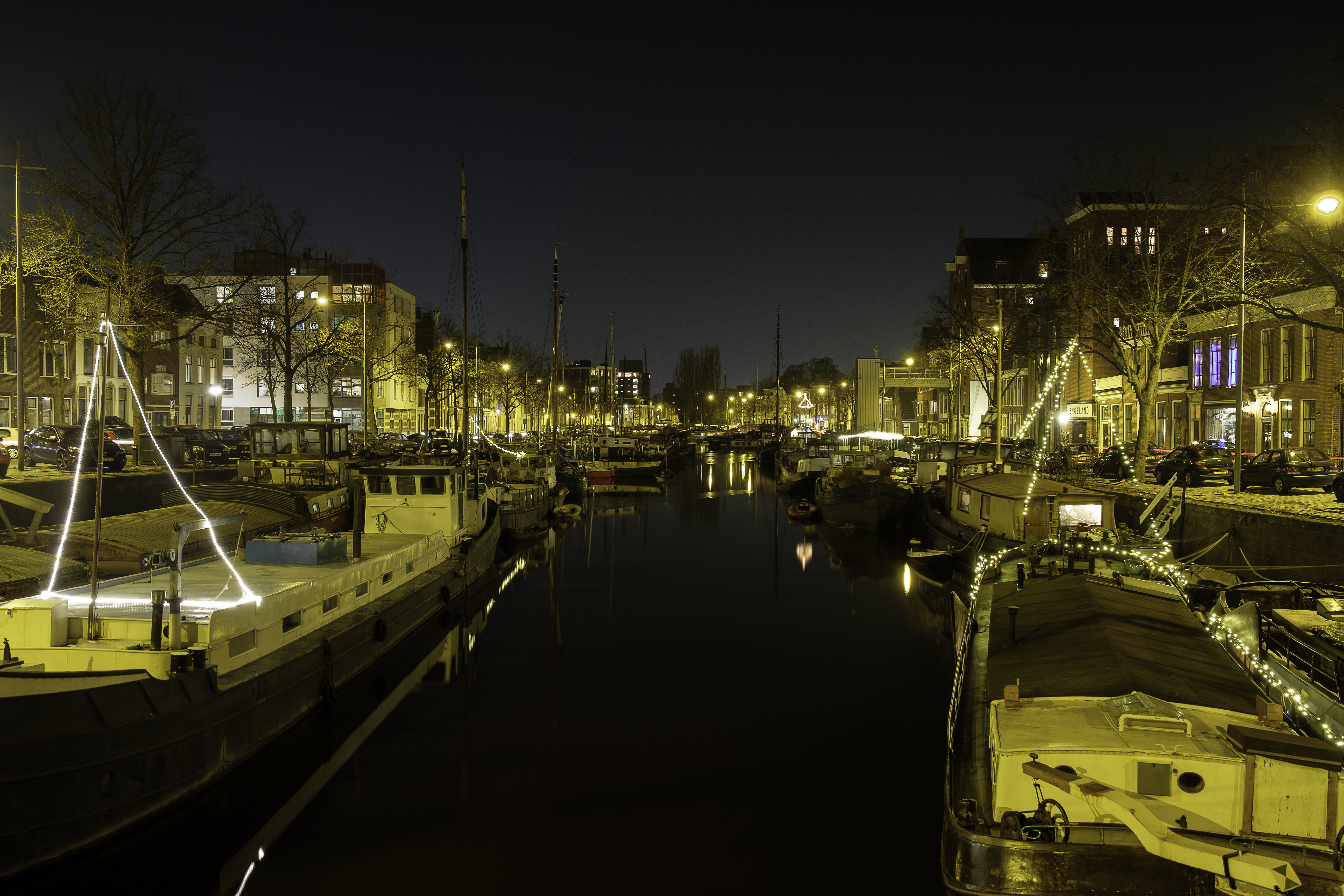
Noorderhaven vanaf de Kijk in 't Jatbrug
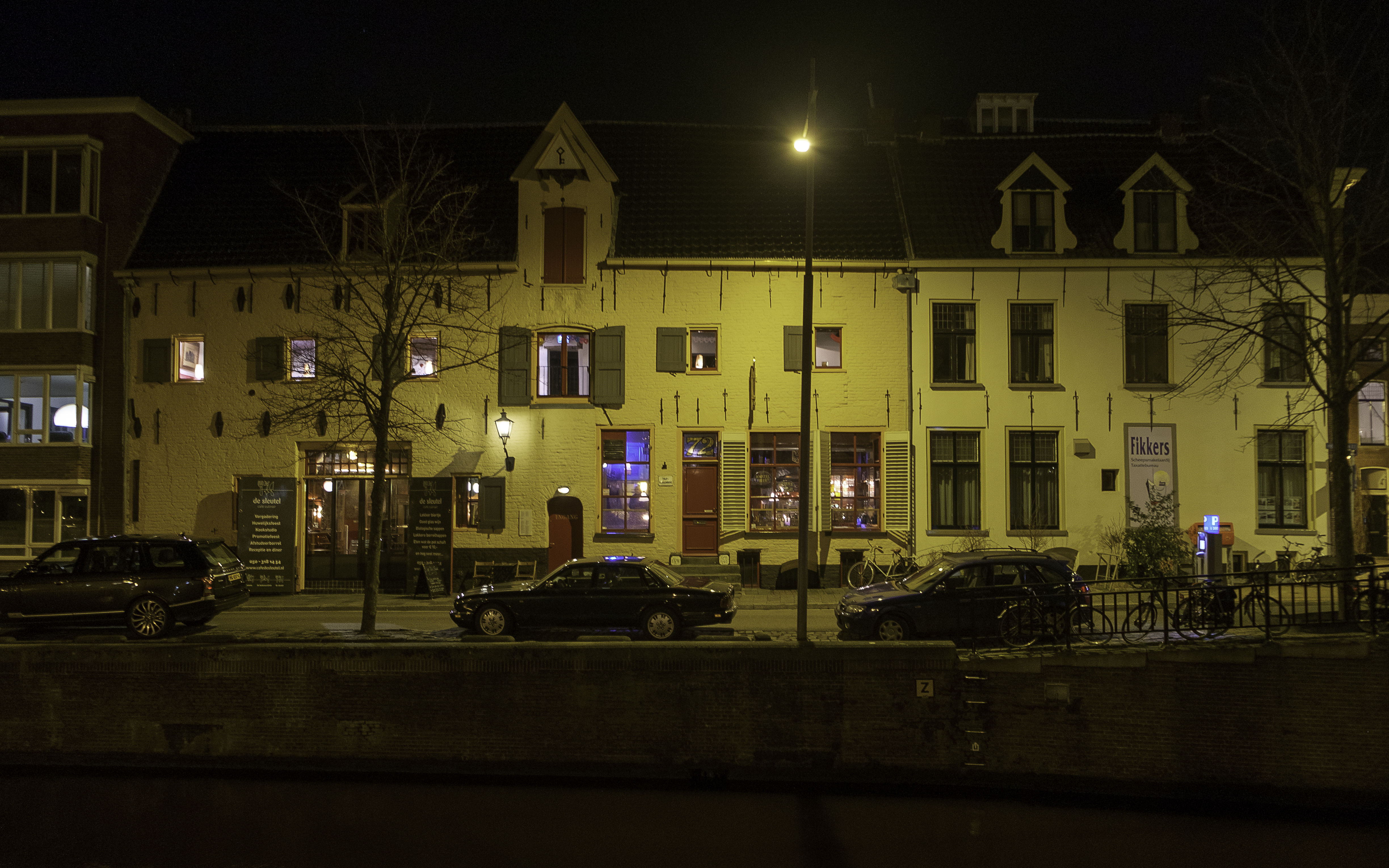
Pakhuis de Sleutel en voormalige brouwerij ernaast op de hoek (Hoge der A 37) aan de oostzijde van de Noorderhaven
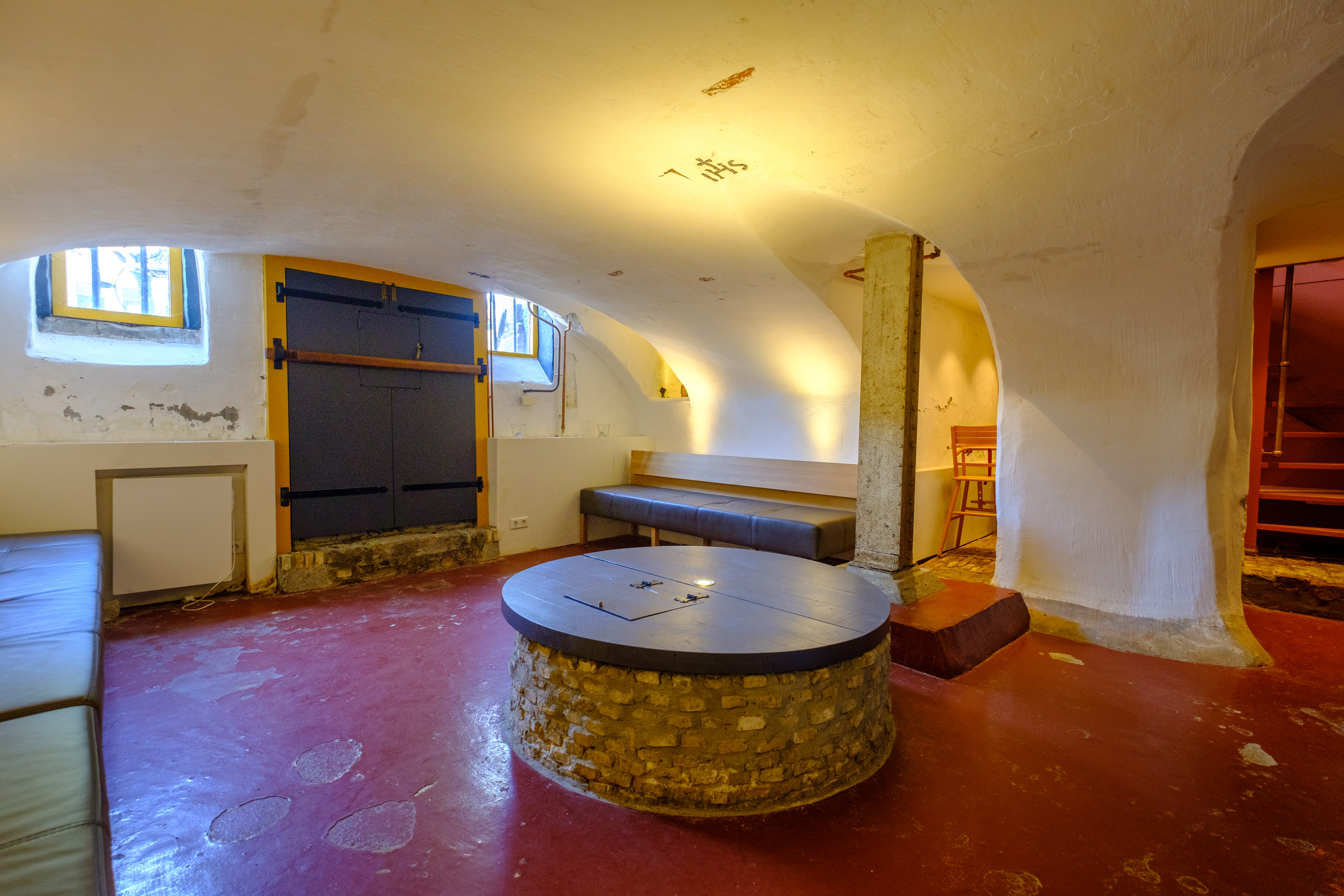
De kelder van pakhuis De Sleutel in Groningen met in het midden een waterput en erboven de 17e-eeuwse aanduiding IHS, die naar de katholieke geschiedenis verwijst.
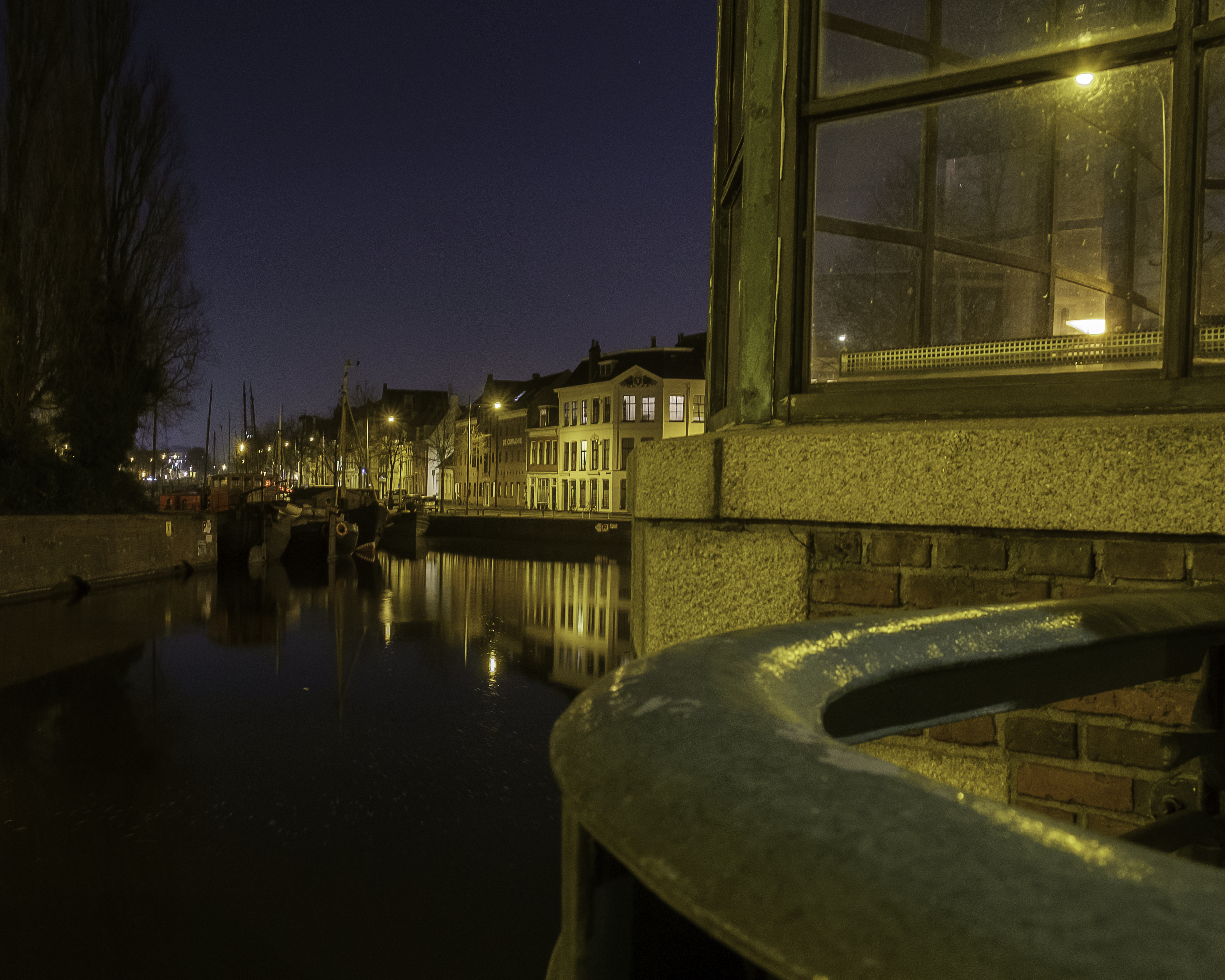
Noorderhaven vanaf de Plantsoenbrug bij avond

## Monumenten
Langs de Noorderhaven staan 14 rijksmonumenten. De haven is zelf, als deel van de Diepenring, ook een rijksmonument. Naast de rijksmonumenten telt de Noorderhaven nog 16 panden die als gemeentelijk monument worden beschermd. De even nummers staan aan de zuidzijde, de oneven nummers aan de noordzijde.
| Adres                   | Bouwjaar            | Beschrijving | Monument  | Afbeelding |
| ----------------------- | ------------------- | --- | --------- | ---------- |
| Noorderhaven 2          | 17e eeuw            | Woonhuis op de hoek met de Oude Kijk in 't Jatstraat, twee verdiepingen met zadeldak. Voorgevel aan de Oude Kijk in 't Jatstraat. | GM 103024 |            |
| Noorderhaven 3          | 17e eeuw 18e eeuw   | Woonhuis, rechts op de foto voorhuis uit de 17e eeuw, achterhuis uit de 18e eeuw.                                                 | GM 102797 |            |
| Noorderhaven 5          |                     | Woonhuis (rechterdeel), vroeger een geheel met nummer 7                                                                           | RM 18586  |            |
| Noorderhaven 6          |                     | Woonhuis | RM 18592  |            |
| Noorderhaven 7          |                     | Woonhuis | RM 18587  |            |
| Noorderhaven 8          | 17e eeuw            | Woonhuis, twee verdiepingen met zadeldak, onderkelderd: het witte huis, rechts op de foto.                                        | GM 102817 |            |
| Noorderhaven 9          | 1895                | Woonhuis in neorenaissance stijl, links op de foto                                                                                | GM 102800 |            |
| Noorderhaven 10         | 17e eeuw            | Woonhuis, twee verdiepingen met zadeldak, gedeeltelijk onderkelderd.                                                              | GM 102818 |            |
| Noorderhaven 11         | 1623                | Woonhuis | RM 18588  |            |
| Noorderhaven 12         | 17e eeuw            | Woonhuis, twee verdiepingen met zadeldak.                                                                                         | GM 102819 |            |
| Noorderhaven 13         |                     | Woonhuis, helft van een dubbelpand met nummer 11                                                                                  | RM 18590  |            |
| Noorderhaven 14         | 17e eeuw            | Woonhuis, twee verdiepingen met zadeldak met achteraanbouw, onderkelderd.                                                         | GM 102820 |            |
| Noorderhaven 15-17      |                     | Woonhuis met verhoogde gevel in het midden                                                                                        | RM 18591  |            |
| Noorderhaven 19-21      | 1854 (19) 1925 (21) | Voormalig graanpakhuis Engeland                                                                                                   | GM 102804 |            |
| Noorderhaven 20         |                     | Woonhuis, middeleeuwse oorsprong met lijstgevel uit 19e eeuw.                                                                     | GM 102821 |            |
| Noorderhaven 23-25      | 1729                | Woonhuis, twee verdiepingen met dwars zadeldak met karakteristieke smalle Groninger vensters.                                     | RM 18593  |            |
| Noorderhaven 24         | 17e eeuw            | Hoek met de 4e Drift, woonhuis in oorsprong uit 17e eeuw met eclectische lijstgevel uit 19e eeuw.                                 | GM 102822 |            |
| Noorderhaven 34         | 18e eeuw            | Woonhuis, vijf traveeën breed met timpaan                                                                                         | RM 18594  |            |
| Noorderhaven 35         |                     | | GM 102808 |            |
| Noorderhaven 36         |                     | Smal pand met puntgevel | RM 18595  |            |
| Noorderhaven 38         | 17e eeuw            | Woonhuis, twee verdiepingen en een mezzanino, met zadeldak met wolfseind.                                                         | GM 102825 |            |
| Noorderhaven 40         |                     | Pakhuis De koe | RM 18596  |            |
| Noorderhaven 41         | 1899                | Hoek met de Zoutstraat, bedrijfspand met bovenwoning.                                                                             | GM 102810 |            |
| Noorderhaven 44         | 17e eeuw            | | GM 102827 |            |
| Noorderhaven 48         |                     | | RM 18598  |            |
| Noorderhaven 56         | 17e eeuw            | Hoek met de 5e Drift, woonhuis, twee verdiepingen met zadeldak en een diep, onderkelderd achterhuis.                              | GM 106309 |            |
| Noorderhaven 62         | 17e eeuw            | Woonhuis, twee verdiepingen. | GM 102835 |            |
| Noorderhaven 64-64a-64b |                     | Voormalig Havenkantoor, 19e eeuw                                                                                                  | RM 485964 |            |
| Noorderhaven 65         | 1909                | Melkinrichting 'Stad en Lande' | RM 485975 |            |
| Noorderhaven 72         |                     | Pakhuis de Sleutel | RM 18599  |            |